# François al-Hajj
François El-Hajj (28 de julio de 1953 – 12 de diciembre de 2007) fue un general libanés. Fue el jefe de operaciones del ejército libanés, puesto que ocupó durante los enfrentamientos entre el ejército libanés y militantes islámicos de Fatah al-Islam en el campo de refugiados de Nahr al-Bared a comienzos del 2007. Fue asesinado en un atentado con bomba el 12 de diciembre, del 2007.
El General Hajj había sido seleccionado para ser el comandante en jefe del ejército en el caso de que el General Michel Sleiman llegara a ocupar el cargo de presidente para resolver la crisis política del 2007.

## Biografía
Nació en el pueblo de Rmaich en la zona sur de Líbano el 28 de julio de 1953. Ingresó a la academia militar en 1972, graduándose en 1975. Combatió contra la ocupación israelí del sur del Líbano y durante la década de 1980 fue transferido para ocupar posiciones de responsabilidad al norte de Litani. En la guerra de 1988-89 combatió contra las tropas sirias que atacaban las “zonas liberadas” al oeste de  Beirut. Ganó notoriedad durante la ofensiva de 15-semanas contra el grupo palestino Fatah al-Islam al norte del Líbano durante el 2007, en particular durante el ataque a Nahr al-Bared.
El 12 de diciembre del 2007, fue atacado con una bomba en el pueblo cristiano de Baabda. El poblado se encuentra en las afueras de Beirut, en una zona de alta seguridad, donde se encuentra el palacio presidencial, el ministerio de defensa, varias embajadas y las residencias de políticos de importancia. Cuatro personas fallecieron en el atentado, incluido el general.